# Sclerobelemnon elongatum
Sclerobelemnon elongatum är en korallart som beskrevs av Sydney John Hickson 1916. Sclerobelemnon elongatum ingår i släktet Sclerobelemnon och familjen Kophobelemnidae. Inga underarter finns listade i Catalogue of Life.